# Marktrodach

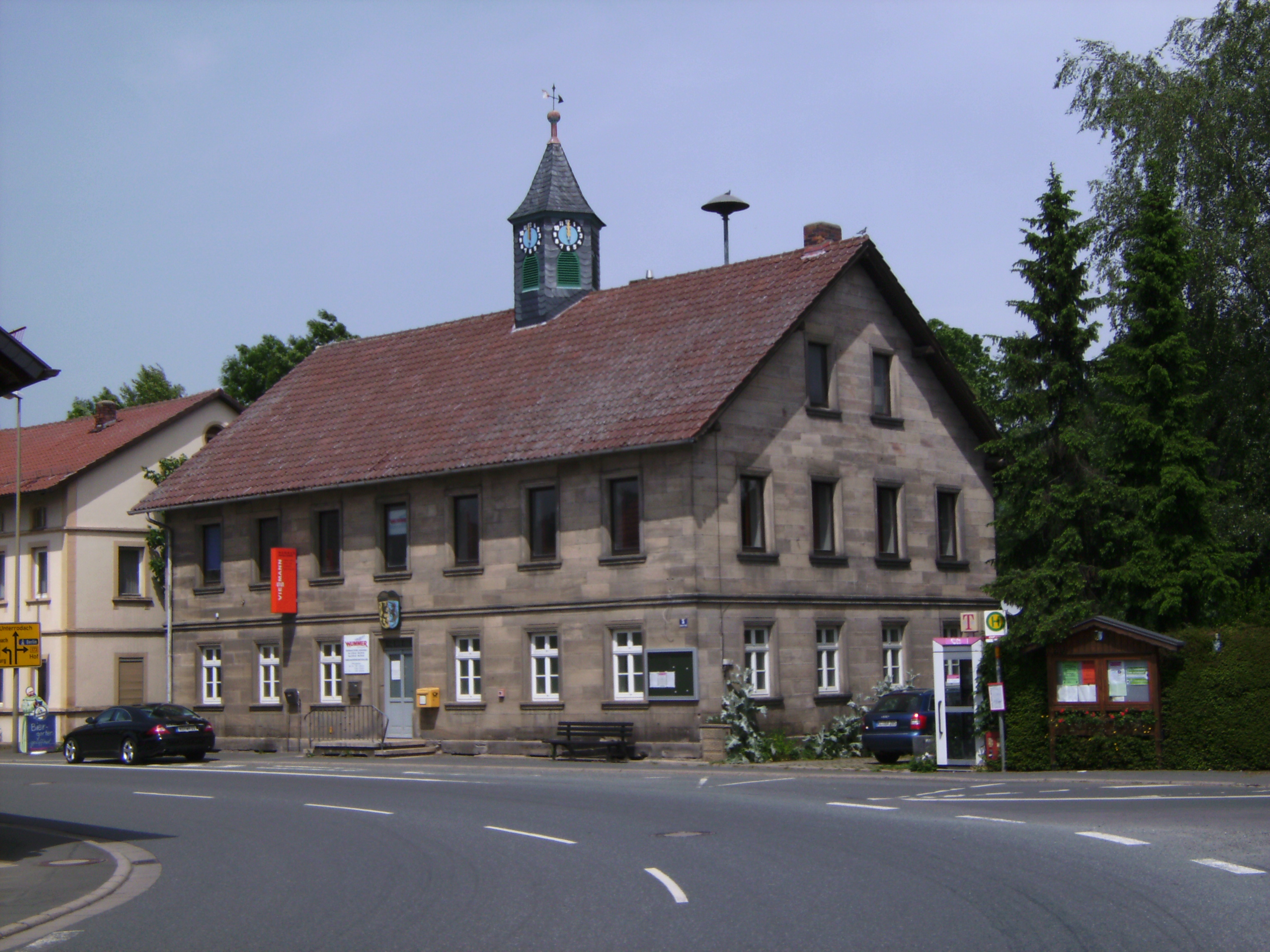
Marktrodach

Stemă

Marktrodach este o comună-târg din districtul  Kronach, regiunea administrativă Franconia Superioară, landul Bavaria, Germania.